# Pectocera amamiinsulana
Pectocera amamiinsulana là một loài bọ cánh cứng trong họ Elateridae. Loài này được Nakane miêu tả khoa học năm 1957.